# Wilhelm Schickard
Wilhelm Schickard, nemški astronom, geodet in matematik, * 22. april 1592, Herrenberg, † 23. oktober 1635,Tübingen. Izdelal je prvi računski stroj. Na univerzi v Tübingenu je poučeval hebrejščino in astronomijo. Nekaj časa je bil tudi sodelavec Johannesa Keplerja. 
Svoje ime je uporabljal tudi v različicah Schickhardt, Schickhart, Schickhard, Schickart, Schickardt in latiniziranih oblikah naštetih različic.

## Življenje
Wilhelm Schickard se je rodil mizarju Lucasa Schickhardta in župnikovi hčerki Margareti Gmelin ter bil nečak gradbenika Heinricha Schickhardta in zgodovinarja Wilhelma Gmelina. Obiskoval je samostansko šolo v Bebenhausnu in bil leta 1610 sprejet v Tübingensko semenišče. Leta 1611 je magistriral na Univerzi v Tübingenu in nato študiral teologijo. Od leta 1613 je bil vikar v več krajih v Württembergu, dokler ni bil leta 1614 imenovan za diakona v Nürtingenu. Tam ga je leta 1617 srečal Johannes Kepler, ki je prišel v Tübingen branit svojo mater na čarovniškem procesu. Schickard je ustvaril gravure in lesoreze za Keplerjevo delo Harmonice mundi.
V Tübingenu je Schickard pripadal krogu prijateljev čilskega pravnika in teozofa Tobiasa Heßa. Ta krog je mdr. vključeval tudi Johanna Valentina Andreaeja, Christopha Besolda, Wilhelma Bidembacha von Treuenfelsa, Abrahama Hölzela, Thomasa Lansiusa in Samuela Hafenrefferja ter Johanna Jakoba Heinlina, ki je po Schickardovi smrti sprva nadomeščal Schikardovo profesuro na univerzi.
Leta 1619 je bil imenovan za profesorja hebrejščine na univerzi v Tübingenu. Pri poučevanju je iskal preproste metode, ki bi učencem olajšale učenje. Tako je ustvaril Rota Hebræa, predstavitev hebrejske konjugacije v obliki dveh vrtečih se diskov, ki sta postavljena drug na drugega in poskrbita, da se ustrezni obliki pojavita v oknih. Za študij hebrejskega jezika je ustvaril Horologium Hebræum, hebrejsko uro, učbenik hebrejščine v 24 poglavjih, od katerih se je vsakega mogoče naučiti v eni uri. Ta knjiga je bila Schickardova najbolj znana knjiga in je bila večkrat ponovno objavljena do leta 1731. Leta 1627 je napisal učbenik za učenje hebrejščine v nemščini Hebräischen Trichter.
Poleg poučevanja hebrejščine ga je zanimala astronomija. Leta 1623 je izumil astroskopij, stožec iz papirja z upodobitvijo zvezdnega neba v notranjosti. Med drugim je razvil teorijo lunine orbite, ki je zagotovila najbolj natančne efemeride svojega časa. Bil je prvi, ki je določil orbite meteorjev s sočasnimi opazovanji z različnih lokacij.  Njegove grafične metode za izračun mrkov in za izračune v Kopernikovem sistemu so bile široko uporabljene.
Schickard je bil nadarjen mehanik in je pogosto sam izdeloval svoje merilne inštrumente – zato ga je Kepler v pismu imenoval »dvoročni filozof« (philosophus amphidexios).  Leta 1623 je zgradil prvi računski stroj (ki ga je poimenoval računska ura), da bi olajšal astronomske izračune. Stroj je bil sposoben seštevati in odštevati do šestmestna števila; verjetno je z zvonjenjem signaliziral "prelivanje pomnilnika". Da bi omogočili bolj zapletene izračune (množenje, deljenje), so nanje v obliki valjev pritrdili Napierjeve računske palice, ki so vsebovale majhno množilno tabelo za podporo množenju na seštevalniku. Konstrukcija je bila do 20. stoletja izgubljena in šele leta 1960 je bila narejena delujoča replika. Sklicevanje na stroj, vključno s Schickardovimi risbami, je bilo najdeno v Keplerjevi zapuščini (Schickard je Keplerju obljubil primerek, a ga je uničil požar)  in tudi v zapuščini samega Schickarda  . Schickard je poznal Napierjevo pisanje.
Od leta 1624 je na svojih potovanjih po Württembergu kot šolski nadzornik za latinske šole začel ponovno meriti deželo. Da bi mu drugi lahko pomagali, je leta 1629 napisal navodila za kartografiranje. Uporabil je metodo geodetske triangulacije, ki jo je nekaj let prej izumil Willebrord Snell.
Leta 1631 je umrl profesor astronomije Michael Mästlin in za njegovega naslednika je bil imenovan Schickard. Odslej je predaval astronomijo. Eno njegovih najpomembnejših del se je nanašalo na teorijo luninega gibanja. Za izračun lunine orbite je leta 1631 izdal Ephemeris Lunaris, s katerim je bilo mogoče v vsakem trenutku grafično določiti položaj lune na nebu. Bil je prepričan zagovornik heliocentričnega sistema in prvi izdelal temu ustrezen ročni planetarij, ki ga prikazuje njegov portret iz leta 1631. Poleg Keplerja si je dopisoval z astronomi in znanstveniki, kot sta Ismael Boulliau in Pierre Gassendi.
Po bitki pri Nördlingenu leta 1634 so cesarske čete zasedle tudi Tübingen, z njimi pa je prišla tudi kuga. Jeseni 1634 je sprva umrla Schickardova mati zaradi grdega ravnanja s strani vojakov, nato pa so zaradi kuge umrle njegova žena in tri hčere, tako da mu je ostal le devetletni sin. Schickard, ki je na prelomu leta tudi sam zbolel za kugo in ozdravel, se je uspel sprijazniti z okupacijsko oblastjo. Po naročilu grofa Gronsfelda, ki se je zanimal za njegovo matematično in še bolj za njegovo geodetsko delo, je od februarja do julija 1635 opravil raziskave na območju med Stuttgartom, Herrenbergom in Tübingenom in na območju med Sinzheimom, Bruchsalom in Pforzheimom. Sredi oktobra je znova zbolel, umrl 23. oktobra 1635 in bil naslednji dan pokopan, dan zatem pa njegov sin. Njegov sosed in boter njegovih otrok, Thomas Lansius, jedediščino več let hranil  v svoji kleti, dokler ga ni mogel prejeti Schickardov brat Lucas.

## Poimenovanja
Po Schikardu je Giovanni Riccioli že leta 1651 na svoji lunini karti poimenoval lunin krater.
Skico računskega stroja je mogoče najti v Schickardovi skicirki v Württemberški državni knjižnici v Stuttgartu. Stroj je leta 1957 rekonstruiral tübingenški logik Bruno von Freytag-Löringhoff. Rekonstruirane primerke si je možno ogledati v Tübingenskem mestnem muzeju, v računalniškem muzeju Inštituta za računalništvo Wilhelma Schickarda v Tübingenu in v Arithmeumu v Bonnu. Mehanizem njegovega računskega stroja se lahko preizkusi tudi v računalniškem muzeju v Paderbornu. 
Po njem je poimenovan tudi Inštitut Wilhelma Schickarda za računalništvo na Univerzi Eberharda Karla v Tübingenu ter več šol, društev in ulic.
Ob 400. obletnici izuma računskega stroja je bil izdan spominski srebrnik za 20 €  in poštna znamka za 85 centov.  

## Dela
- Cometen Beschreibung (v nemščini, Opis kometa), rokopis, Nürtingen 1619 (WLB)
- Hebrejsko kolo, 1621; Rota Hebræa, pro facilitate conjugandi pridem inventa, sculpta et explicata, Eberhard Welper, Straßburg 1630 (MDZ); Andreas Oehl, Leipzig 1636 (Google Books, MDZ); 1659
- Horologium Hebræum, Dietrich Werlin, Tübingen 1623; Michael Wachsmann, Leipzig 1625 (Google Books); 1626 (Google Books); Andreas Oehl, Leipzig 1633 (MDZ); 1636 (MDZ); Johann Georg Cotta, Tübingen 1670 (MDZ); 1682 (Google Books)
- Astroscopium, Dietrich Werlin, Tübingen 1623; Rudolph Kautt, Stuttgart 1646 (Google Books, ULB Sachsen-Anhalt); Friedrich Schultes, Nördlingen und Georg Wildeisen, Ulm 1655; 1659 (GDZ); Johann Herbort Kloß, Stuttgart in Leipzig 1698 (Google Books, MDZ)
- hebrejsko בחינת הפירושים‎ Bechinath Happeruschim, Johann Alexander Cellius’ Witwe, Tübingen 1624 (Google Books, dito, dito, MDZ)
- Liechtkugel, darinn auß Anleitung des newlich erschienen Wunderliechts, Johann Alexander Cellius’ Witwe, Tübingen 1624 (SLUB)
- hebrejsko משפט המלך‎ Jus regium Hebræorum e tenebris rabbinicis erutum & luci donatum, Lazarus Zetzner, Straßburg 1625 (Google Books, isto, isto, MDZ); Friedrich Lanckisch, Leipzig 1674 (Google Books, MDZ)
- Der Hebraische Trächter, Tübingen 1627; Der Hebraische Trichter, die Sprach leicht einzugiessen, Gottfried Gross, Leipzig 1629 (UB Frankfurt/Main; po njem je poimenovan tudi Nürnbernški lijak)
- Tarich h. e. Series Regum Persiæ, Dietrich Werlin, Tübingen 1628 (MDZ)
- Kurze Anweisung Wie Künstliche Landtafeln auß rechtem Grund zu machen, Stephan Michelspacher, 1629 (dilibri); Johann Georg Cotta, Tübingen 1669 (Google Books, MDZ, dito, SLUB)
- Beschreibung deß Wunder Zaichens, Dietrich Werlin, Tübingen 1630 (UB Tübingen, WDB)
- Anemographia seu discursus philosophicus de ventis, Tübingen 1631
- Ephemeris Lunaris, 1631
- Grundtlicher Bericht Von den Zwo Roten Neben-Sonnen, Stephan Michelspacher, 1633 (UB Tübingen)
- Purim sive Bacchanalia Judæorum, Dietrich Werlin, Tübingen 1634

### Pisma
- Epistolæ W. Schickarti & M. Berneggeri mutuæ, Josias Städel, Straßburg 1673 (v latinščini; Google Books, MDZ)
- Friedrich Seck (ur.): Briefwechsel, 2 zvezka (Band 1: 1616–1632, Band 2: 1633–1635), Frommann-Holzboog, Stuttgart-Bad Cannstatt 2002, ISBN 3-7728-2162-6